# 신도봉중학교
신도봉중학교(新道峰中學校)는 대한민국 서울특별시 도봉구 쌍문동에 있는 공립 중학교이다.

## 학교 연혁
- 1968년 8월 6일 : 설립인가
- 1968년 10월 1일 : 초대 홍용진 교장 취임
- 1969년 3월 3일 : 개교식 거행(15학급)
- 1972년 2월 24일 : 제1회 졸업(15학급 1,031명)
- 2001년 3월 1일 : 신도봉중학교 교명 변경(남녀 공학 실시)
- 2009년 3월 1일 : 독서･토론･논술 교육 연구학교 지정
- 2022년 3월 1일 : 제17대 맹홍열 교장 취임
- 2023년 2월 3일 : 제52회 졸업(7학급 176명, 누적졸업생 33,043명)
- 2023년 3월 2일 : 신입생 152명 입학

## 참고 자료
- 신도봉중학교 - 한국교육학술정보원 학교알리미